# Cerevativka, Bilopillea
Cerevativka (în ucraineană Череватівка) este un sat în comuna Șkurativka din raionul Bilopillea, regiunea Sumî, Ucraina.

## Demografie
Componența lingvistică a localității Cerevativka
     Ucraineană (96,1%)
     Rusă (3,9%)
Conform recensământului din 2001, majoritatea populației localității Cerevativka era vorbitoare de ucraineană (96,1%), existând în minoritate și vorbitori de rusă (3,9%).